# Aneta Konieczna
Aneta Regina Konieczna nata Pastuszka (Krosno Odrzańskie, 11 maggio 1978) è una canoista polacca.
Ha vinto due bronzi nel K2 500 m alle Olimpiadi di Sydney 2000 e Atene 2004, sempre in coppia con Beata Sokołowska-Kulesza. A Pechino 2008 ha vinto invece l'argento, sempre nella stessa gara, ma in coppia con Beata Mikołajczyk.

## Palmarès
- Olimpiadi

Sydney 2000: bronzo nel K2 500m.
Atene 2004: bronzo nel K2 500m.
Pechino 2008: argento nel K2 500m.
- Mondiali

1999: oro nel K2 500m, argento nel K2 200m, bronzo nel K4 200m e K4 500m.
2001: argento nel K2 200m, K2 500m e K4 1000m, bronzo nel K4 200m.
2002: oro nel K4 1000m, argento nel K2 200m.
2003: bronzo nel K1 500m, K2 200m e K4 200m.
2005 - Zagabria: argento nel K4 500m.
2007 - Duisburg: bronzo nel K4 500m.
2010 - Poznań: bronzo nel K4 500m.
2011 - Seghedino: bronzo nella staffetta K1 4x200m e nel K2 500m.
- Campionati europei di canoa/kayak sprint

Zagabria 1999: oro nel K2 200m, K2 500m e K2 1000m.
Poznań 2000: oro nel K2 200m e K2 500m, bronzo nel K2 1000m.
Milano 2001: bronzo nel K2 200m e K4 200m.
Seghedino 2002: oro nel K2 500m, argento nel K1 200m e K2 200m, bronzo nel K4 500m.
Poznań 2004: argento nel K1 200m.
Poznań 2005: bronzo nel K4 500m.
Pontevedra 2007: bronzo nel K4 500m.
Belgrado 2011: argento nel K2 500m.